# Dyngjufjöll
Dyngjufjöll är en bergskedja i republiken Island.   Den ligger i regionen Norðurland eystra, i den centrala delen av landet, 260 km öster om huvudstaden Reykjavík.
Dyngjufjöll sträcker sig 25,9 km i öst-västlig riktning. Den högsta punkten är 1 507 meter över havet.
Topografiskt ingår följande toppar i Dyngjufjöll:
- Askja
- Háihnúkur
- Kollur
- Litlakista
- Þoroddsenstindur
- Wattsfell

Trakten ingår i den boreala klimatzonen. Årsmedeltemperaturen i trakten är −6 °C. Den varmaste månaden är augusti, då medeltemperaturen är 7 °C, och den kallaste är februari, med −13 °C.